# Erste Liga (Kasachstan) 2001
Die Erste Liga 2001 war die siebte Spielzeit der zweithöchsten kasachischen Spielklasse im Fußball der Männer. Die Saison begann am 28. April und endete am 24. Oktober 2001.

## Modus
Acht Mannschaften waren in zwei Gruppen zu je vier Vereine eingeteilt. In der ersten Phase spielten die Teams jeweils einmal gegeneinander. Die jeweils ersten beiden Teams spielten in der zweiten Phase im K.-o.-System um die Plätze 1 bis 4, die Dritt- und Viertplatzierten um die Plätze 5 bis 8. Aufsteiger gab es in diesem Jahr nicht.

## Gruppe A
| Pl. | Verein                | Sp. | S | U | N | Tore    | Diff. | Punkte |
| --- | --------------------- | --- | - | - | - | ------- | ----- | ------ |
| 1.  | Tomoris Schymkent (A) | 3   | 3 | 0 | 0 | 012:000 | +12   | 09     |
| 2.  | FK Ile-Bent           | 3   | 2 | 0 | 1 | 009:300 | +6    | 06     |
| 3.  | Taskala Uralsk        | 3   | 1 | 0 | 2 | 003:900 | −6    | 03     |
| 4.  | Jenbek Schesqasghan   | 3   | 0 | 0 | 3 | 002:140 | −12   | 0      |

Platzierungskriterien: 1. Punkte – 2. Siege – 3. Direkter Vergleich (Punkte, Tordifferenz, geschossene Tore) – 4. Tordifferenz – 5. geschossene Tore
| (A) | Absteiger aus der Obersten Liga 2000 |

## Gruppe B
| Pl. | Verein              | Sp. | S | U | N | Tore    | Diff. | Punkte |
| --- | ------------------- | --- | - | - | - | ------- | ----- | ------ |
| 1.  | Jassi Türkistan     | 3   | 2 | 1 | 0 | 005:000 | +5    | 07     |
| 2.  | FK Bolat Temirtau   | 3   | 2 | 1 | 0 | 004:100 | +3    | 07     |
| 3.  | FK ZSKA Almaty      | 3   | 1 | 0 | 2 | 002:300 | −1    | 03     |
| 4.  | Gornjak FL Chromtau | 3   | 0 | 0 | 3 | 001:800 | −7    | 0      |

Platzierungskriterien: 1. Punkte – 2. Siege – 3. Direkter Vergleich (Punkte, Tordifferenz, geschossene Tore) – 4. Tordifferenz – 5. geschossene Tore

## Halbfinale

### Platz 1 – 4
|                   | Ergebnis |                   |
| ----------------- | -------- | ----------------- |
| Tomoris Schymkent | 2:0      | FK Bolat Temirtau |
| Jassi Türkistan   | 0:1      | FK Ile-Bent       |

### Platz 5 – 8
|                | Ergebnis |                     |
| -------------- | -------- | ------------------- |
| Taskala Uralsk | 3:2      | Gornjak FL Chromtau |
| FK ZSKA Almaty | 3:1      | Jenbek Schesqasghan |

## Platzierungsspiele

### Spiel um Platz 7
|                     | Ergebnis |                     |
| ------------------- | -------- | ------------------- |
| Gornjak FL Chromtau | 3:4      | Jenbek Schesqasghan |

### Spiel um Platz 5
|                | Ergebnis  |                |
| -------------- | --------- | -------------- |
| FK ZSKA Almaty | 1:0 n. V. | Taskala Uralsk |

### Spiel um Platz 3
|                   | Ergebnis |                 |
| ----------------- | -------- | --------------- |
| FK Bolat Temirtau | 2:1      | Jassi Türkistan |

### Finale
|                   | Ergebnis  |             |
| ----------------- | --------- | ----------- |
| Tomoris Schymkent | 2:1 n. V. | FK Ile-Bent |